# 双曲几何

三角形與超平行線

通過P點且漸漸趨近R（但不相交）的直線

双曲几何又名罗氏几何（罗巴切夫斯基几何），是非欧几里德几何的一种特例。與欧几里德几何的差別在於第五條公理（公設）－平行公設。在欧几里德几何中，若平面上有一條直線R和線外的一點P，則存在唯一的一條線滿足通過P點且不與R相交（即R的平行線）。但在雙曲幾何中，至少可以找到兩條相異的直線，且都通過P點，並不與R相交，因此它違反了平行公設。然而，取代欧几里德几何中的平行公設的雙曲幾何本身並無矛盾之處，仍可以推得一系列屬於它的定理，這也說明了平行公設獨立於前四條公設，換句話說，無法由前四條公設推得平行公設。
到目前為止，數學家對雙曲幾何中平行線的定義尚未有共識，不同的作者會給予不同的定義。这里定義兩條逐漸靠近的線為漸近線，它們互相漸進；兩條有共同垂直線的線為超平行線，它們互相超平行，並且兩條線為平行線代表它們互相漸進或互相超平行。雙曲幾何還有一項性質，就是三角形的內角和小於一個平角（180°）。在極端的情況，三角形的三邊長趨近於無限，而三內角趨近於0°，此時該三角形稱作理想三角形。
双曲几何专门研究当平面变成鞍马型之后，平面几何到底还有哪些可以适用，以及会有甚麼特別的现象產生。在双曲几何的环境裡，平面的曲率是負数。

## 不相交的線
已知在雙曲幾何上，至少有兩條直線滿足過P點平行直線R。接著在R上取一點B使得PB垂直R於B點，設在所有滿足過P點且不與R相交的直線中，存在一條直線x與PB的逆時針方向夾角比其他直線都來的小，即任何一條直線若與PB的逆時針夾角小於x與PB的逆時針夾角，則必與R相交，並定義x為R的漸近線。同理，若存在另一條直線y與PB的順時針方向夾角比其他直線都來的小，則y為R的另一條漸近線。並且，在所有滿足過P點且不與R相交的直線中，唯有x與y是R的漸近線，其餘的则稱之為R的超平行線。由於滿足小於90°且大於x與PB的夾角θ的角度有無限多個，每個角度皆可引出兩條R的超平行線，因此R有無限多條超平行線。
因此，對於平面上一條直線R以及線外的一點P，恰能引出兩條直線過P且漸近於R，以及無限多條直線過P超平行於R。
此外，漸近線和超平行線的差別還有：不論往線的哪端延伸，兩條超平行線之間的距離皆會趨近於無限；但兩條漸近線之間的距離則會在一端趨近於零，在另一端趨近無限。從而，在雙曲幾何中有一定理超平行線定理：對於任兩條超平行線存在唯一一條線同時垂直於這兩條線。
對雙曲平面上的一條直線R，作線段BP垂直R於B點，且線段BP的長度等於一個給定的值p，則定義兩條R的過P點的漸近線與線段BP的夾角θ為p的漸近角（Angle of parallelism），通常記為Π（p）。因此有
{\displaystyle \lim _{p\to 0}\Pi (p)={\tfrac {1}{2}}\pi }以及{\displaystyle \lim _{p\to \infty }\Pi (p)=0}
於是，隨著線段長度的縮小，雙曲幾何的性質會越來越像歐幾里得幾何。事實上，對任一個雙曲幾何定義一個定值K=高斯曲率，藉由線段長度與{\displaystyle {\frac {1}{\sqrt {-K}}}}的比值，由此可知該平面的性質與歐幾里得幾何的相似度。

## 三角形
在雙曲幾何中，線段長度的定義為兩點的最短距離除以{\displaystyle R={\frac {1}{\sqrt {-K}}}}，K=高斯曲率，正如同在球面幾何中的長度為其圓心角弧度（最短距離除以曲率），有了長度的定義後，便可給出雙曲幾何中的勾股定理：若一直角三角形的兩股長分別為a和b，斜邊為c，則
在此，cosh指的是雙曲餘弦函數。
在雙曲幾何中，許多雙曲三角學公式與歐幾里得幾何十分相像，大抵上雙曲幾何中的長度需帶入雙曲函數。例如雙曲幾何中的正弦定律為：
不同於歐幾里得幾何，雙曲幾何中三角形的內角和必小於π(180°)，故稱其內角和與π的差為該三角形的角虧，則該三角形的面積等於該三角形的角虧乘以 R²，而{\displaystyle R={\frac {1}{\sqrt {-K}}}}。故所有三角形的面積均小於等於πR²，且等號成立若且唯若該三角形為理想三角形。

## 圓與球
以下的圓或球半徑皆為 r ，並且 K 代表高斯曲率， R 代表 {\displaystyle {\frac {1}{\sqrt {-K}}}}
雙曲幾何中圓的周長為{\displaystyle 2\pi R\sinh {\frac {r}{R}}\,}
因為sinh x的泰勒展開式為
於是，對所有正實數 x＞0，{\displaystyle \sinh x>x}，推得 {\displaystyle \sinh {\frac {r}{R}}>{\frac {r}{R}}}
故圓的周長必大於 {\displaystyle 2\pi r}。
圓的面積則是 {\displaystyle 2\pi R^{2}(\cosh {\frac {r}{R}}-1)}。
球的表面積為 {\displaystyle 4\pi R^{2}\sinh ^{2}{\frac {r}{R}}} ，必大於歐幾里得幾何的 {\displaystyle 4\pi r^{2}}
球的體積為 {\displaystyle \pi R^{3}\sinh {\frac {2r}{R}}-2\pi R^{2}r}
在n度空間中，定義 Ω_n 是n維立體角，滿足 {\displaystyle \Omega _{n}={\frac {2\pi ^{n/2}}{\Gamma \left({\frac {n}{2}}\right)}}}
在此，Γ(n)是Γ函數。
則n-1維球面(在n度空間中)的測度是 {\displaystyle \Omega _{n}R^{n-1}\sinh ^{n-1}{\frac {r}{R}}}
n維球(在n度空間中)的測度則是 {\displaystyle \Omega _{n}R^{n-1}\int _{0}^{r}\sinh ^{n-1}{\frac {s}{R}}ds}

## 罗式几何

此圖為一三角形於一雙曲拋物面上，另外右下方有兩條在歐式幾何中應平行的分流線。

罗式几何学的公理系统和欧式几何学不同的地方仅仅是把欧式一对分散直线在其唯一公垂线两侧无限远离几何平行公理用“从直线外一点，至少可以做两条直线和这条直线平行”来代替，其他公理基本相同。由于平行公理不同，经过演绎推理却引出了一连串和欧式几何内容不同的新的几何命题。
凡是不涉及到平行公理的几何命题，在欧式几何中如果是正确的，在罗式几何中也同样是正确的。在欧式几何中，凡涉及到平行公理的命题，在罗式几何中都不成立，他们都相应地含有新的意义。下面举几个例子加以说明：
- 欧式几何：
  - 同一直线的垂线和斜线相交。
  - 垂直于同一直线的两条直线互相平行。
  - 存在相似的多边形。
  - 过不在同一直线上的三点可以作且仅能作一个圆。
- 罗式几何
  - 同一直线的垂线和斜线不一定相交。
  - 垂直于同一直线的两条直线，当两端延长的时候，离散到无穷。
  - 不存在相似的多边形。
  - 过不在同一直线上的三点，不一定能作一个圆。

从上面所列举得罗式几何的一些命题可以看到，这些命题和大众所习惯的直观形象有矛盾。所以罗式几何中的一些几何事实没有像欧式几何那样容易被接受。但是，数学家们经过研究，提出可以用大众习惯的欧式几何中的事实作一个直观“模型”来解释罗式几何，便是正确的。
1868年，意大利数学家贝尔特拉米发表了一篇著名论文《非欧几何解释的尝试》，证明非欧几何可以在欧几里得空间的曲面（例如拟球曲面）上实现。这就是说，非欧几何命题可以“翻译”成相应的欧几里得几何命题，如果欧几里得几何没有矛盾，非欧几何也就自然没有矛盾。
直到这时，长期无人问津的非欧几何才开始获得学术界的普遍注意和深入研究，罗巴切夫斯基的独创性研究也就由此得到学术界的高度评价和一致赞美，他本人则被人们赞誉为“几何学中的哥白尼”。

## 外部連結
- Non-Euclidean geometry and Indra's pearls, by Caroline Series and David Wright（页面存档备份，存于）